# Elephant Butte
Elephant Butte és una població dels Estats Units a l'estat de Nou Mèxic. Segons el cens del 2000 tenia 1.390 habitants.

## Demografia
Segons el cens del 2000, Elephant Butte tenia 1.390 habitants, 689 habitatges, i 471 famílies. La densitat de població era de 181,3 habitants per km².
Dels 689 habitatges en un 11,9% hi vivien nens de menys de 18 anys, en un 61,7% hi vivien parelles casades, en un 5,2% dones solteres, i en un 31,5% no eren unitats familiars. En el 25,8% dels habitatges hi vivien persones soles el 13,8% de les quals corresponia a persones de 65 anys o més que vivien soles. El nombre mitjà de persones vivint en cada habitatge era de 2,02 i el nombre mitjà de persones que vivien en cada família era de 2,38.
Per edats la població es repartia de la següent manera: un 12% tenia menys de 18 anys, un 3,2% entre 18 i 24, un 13,7% entre 25 i 44, un 38,5% de 45 a 60 i un 32,6% 65 anys o més.
L'edat mediana era de 58 anys. Per cada 100 dones de 18 o més anys hi havia 97,3 homes.
La renda mediana per habitatge era de 31.705 $ i la renda mediana per família de 37.344 $. Els homes tenien una renda mediana de 30.809 $ mentre que les dones 22.125 $. La renda per capita de la població era de 21.345 $. Aproximadament el 7,4% de les famílies i el 10,6% de la població estaven per davall del llindar de pobresa.

## Poblacions més properes
El següent diagrama mostra les poblacions més properes.